# Parafia Zaśnięcia Najświętszej Maryi Panny w Boćkach
Parafia Zaśnięcia Najświętszej Marii Panny w Boćkach – parafia prawosławna w Boćkach, w dekanacie Bielsk Podlaski, diecezji warszawsko-bielskiej.
Na terenie parafii funkcjonują 2 cerkwie i 4 kaplice:
- cerkiew Zaśnięcia Matki Bożej w Boćkach – parafialna
- cerkiew Podwyższenia Krzyża Świętego w Andryjankach – filialna
- kaplica Świętych Niewiast Niosących Wonności w Dubnie – cmentarna
- kaplica Ikony Matki Bożej „Wszystkich Strapionych Radość” w Knorydach – sanktuarium
- kaplica św. Jerzego w Knorydach – cmentarna
- kaplica św. Męczennika Pantelejmona w Szeszyłach – cmentarna

## Historia
Parafia powstała w początkach XVI w. Obecnie należą do niej wsie: Andryjanki, Boćki, Dubno, Dziecinne, Knorydy, Nurzec, Pasieka, Sielc, Starowieś, Szeszyły i Żołoćki. W 2015 r. parafia liczyła ok. 650 wiernych, a w 2016 r. ok. 800.

## Wykaz proboszczów
- 1967–1996 – ks. Józef Wojciuk
- 1996–1999 – ks. Aleksander Surel
- 1999–2011 – ks. Witalis Gawryluk
- od 2011 – ks. mitrat prot. Mirosław Niczyporuk

## Galeria

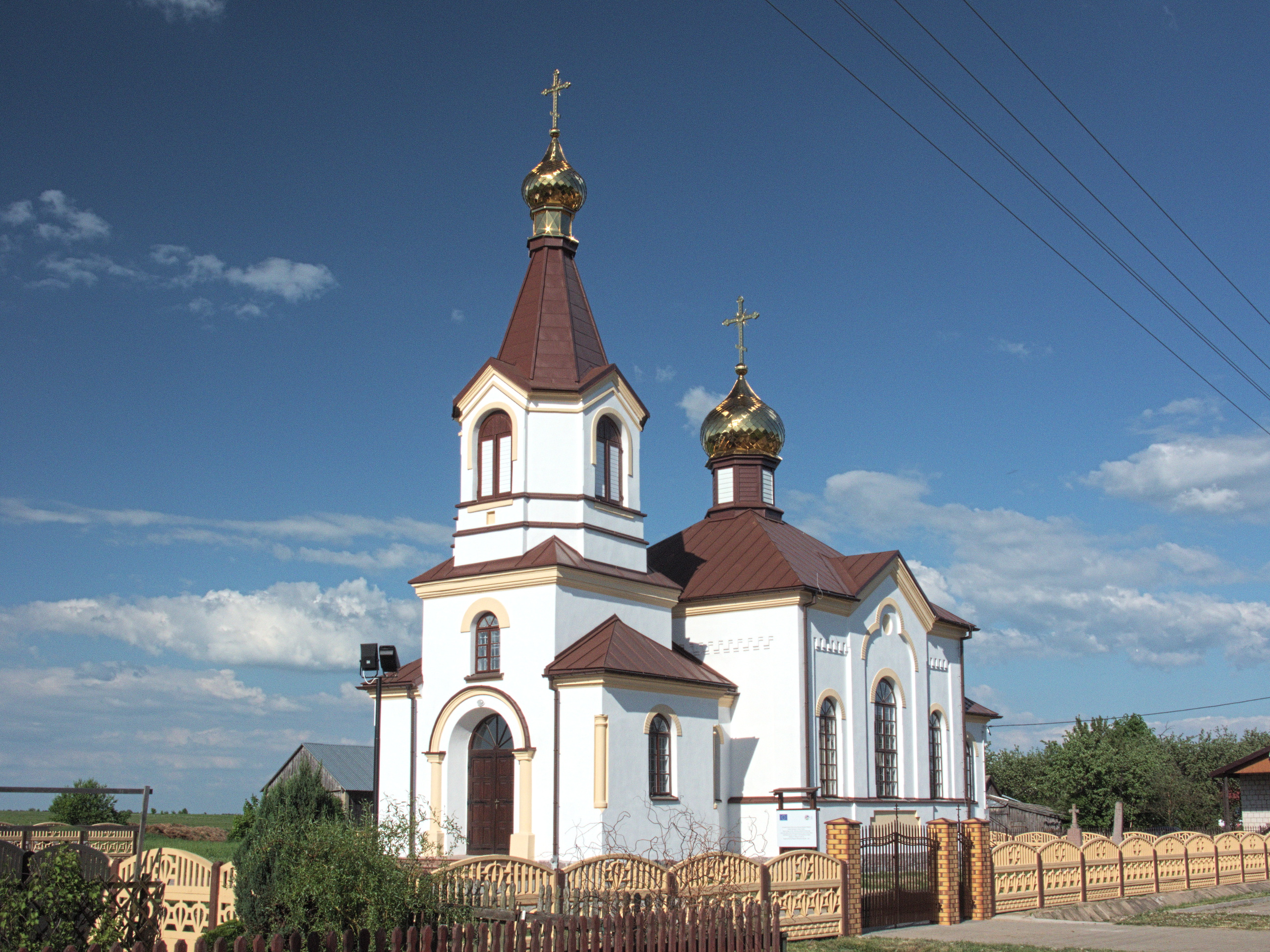
Cerkiew Podwyższenia Krzyża Świętego w Andryjankach
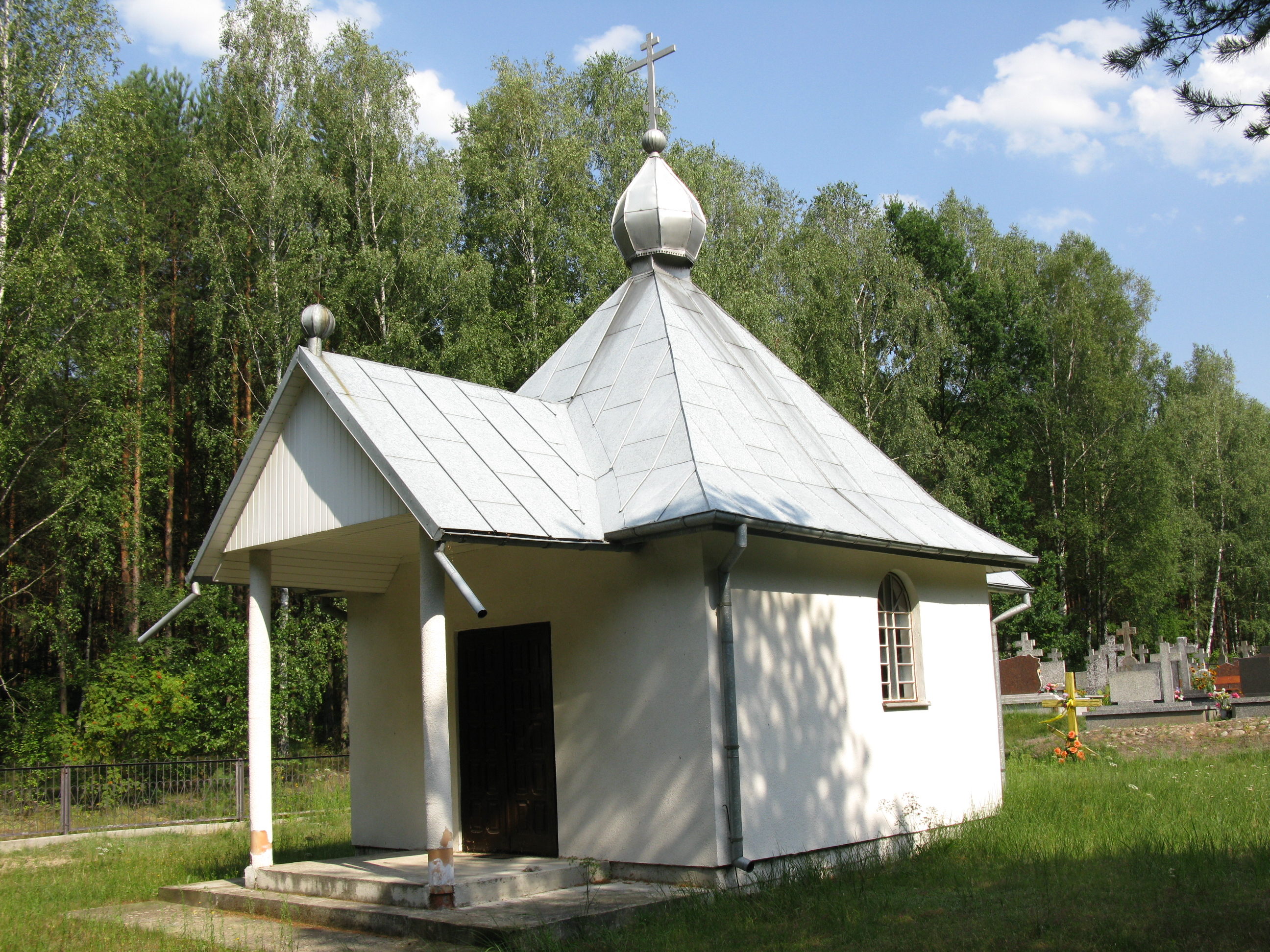
Kaplica Świętych Niewiast Niosących Wonności w Dubnie
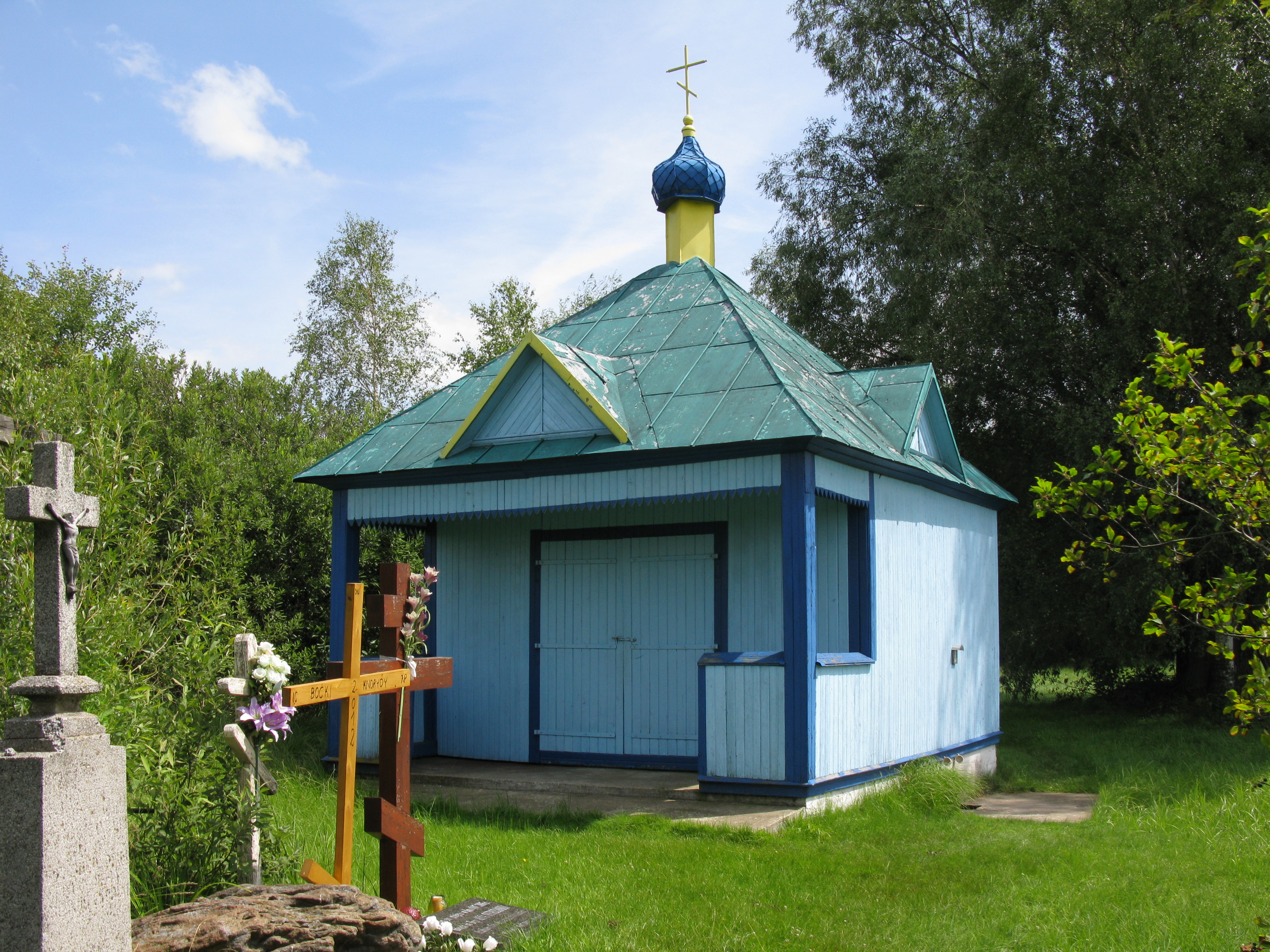
Kaplica Ikony Matki Bożej „Wszystkich Strapionych Radość” w Knorydach (zdjęcie sprzed pożaru)
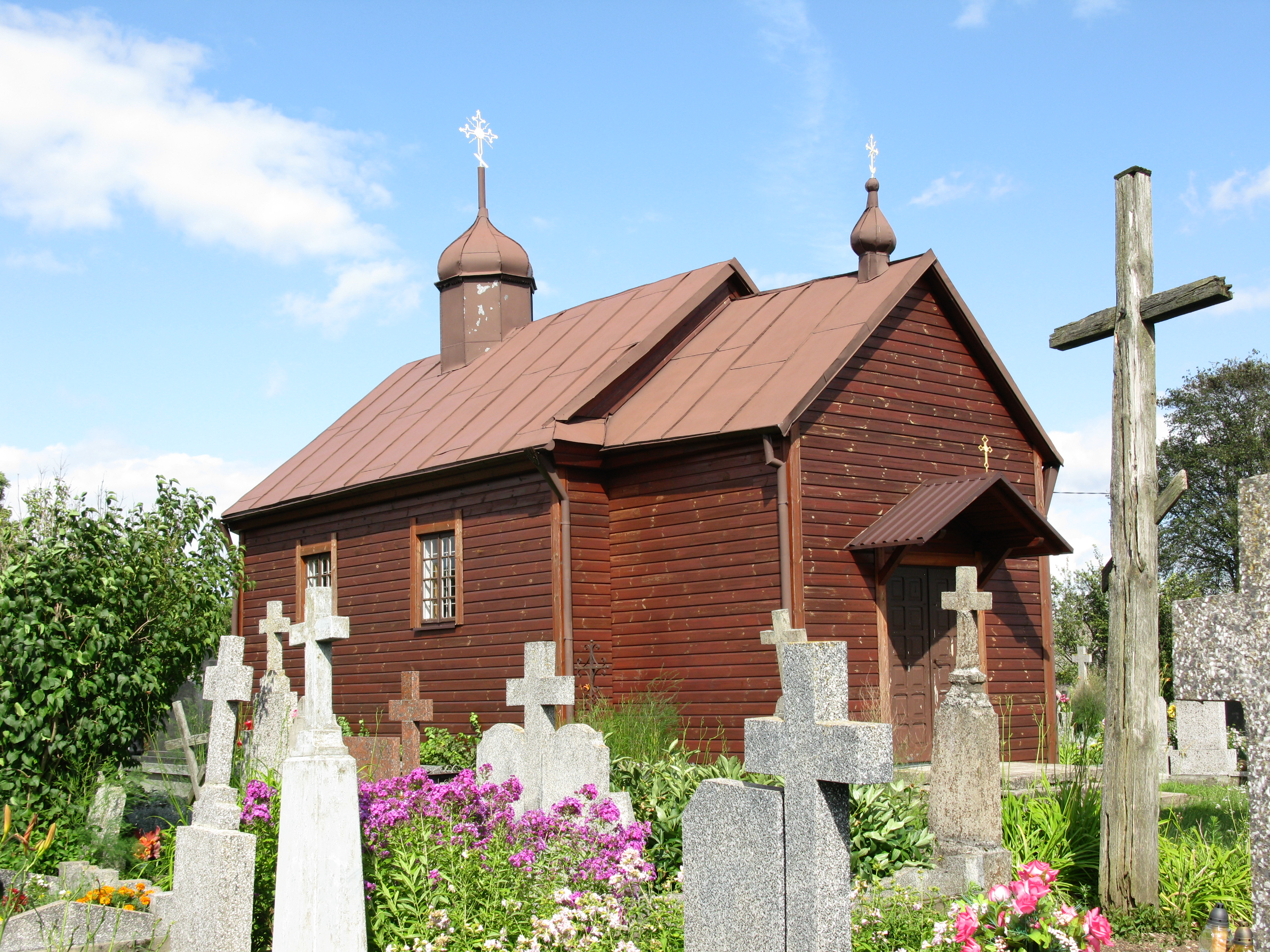
Kaplica św. Jerzego w Knorydach
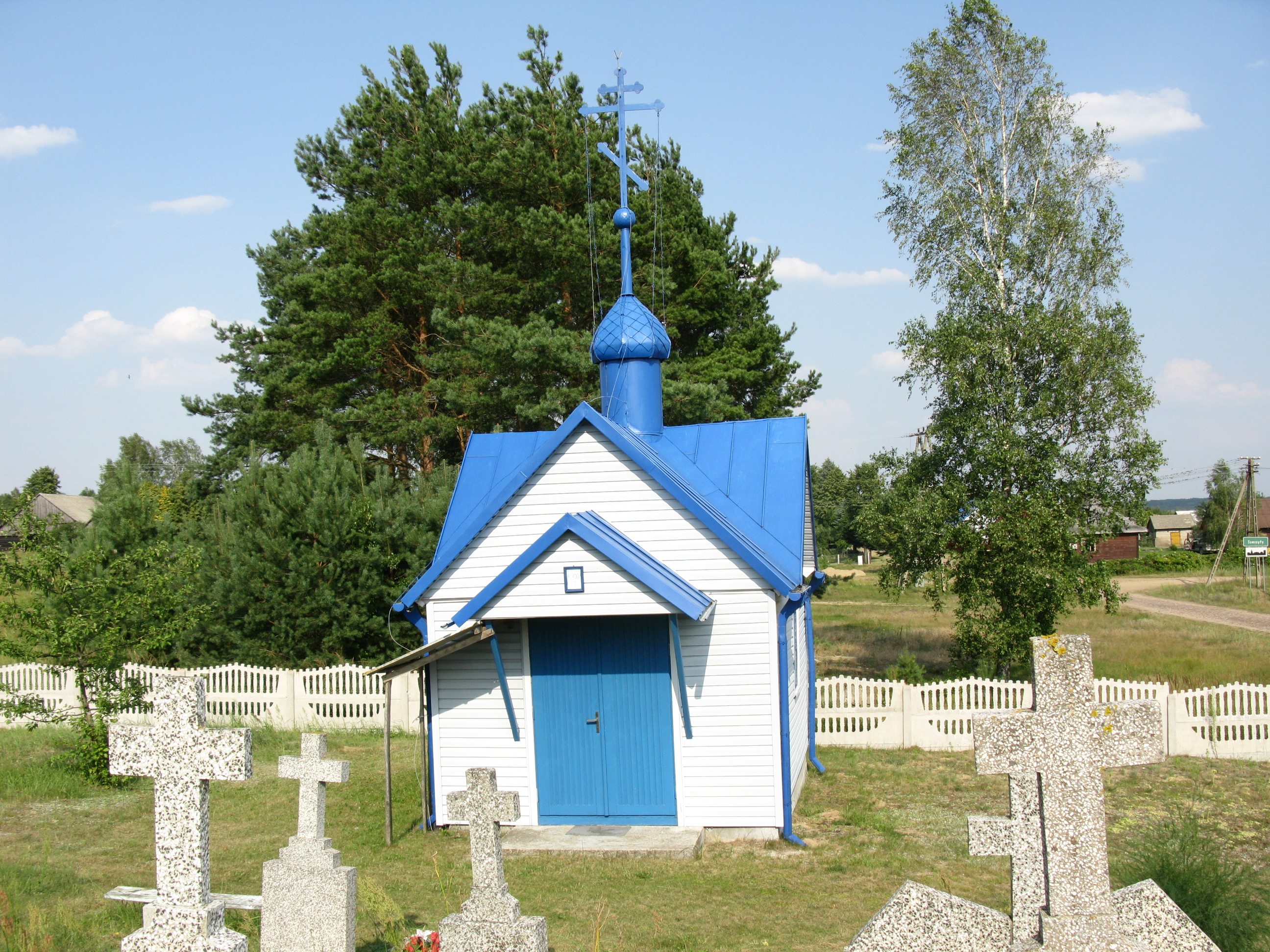
Kaplica św. Pantelejmona w Szeszyłach
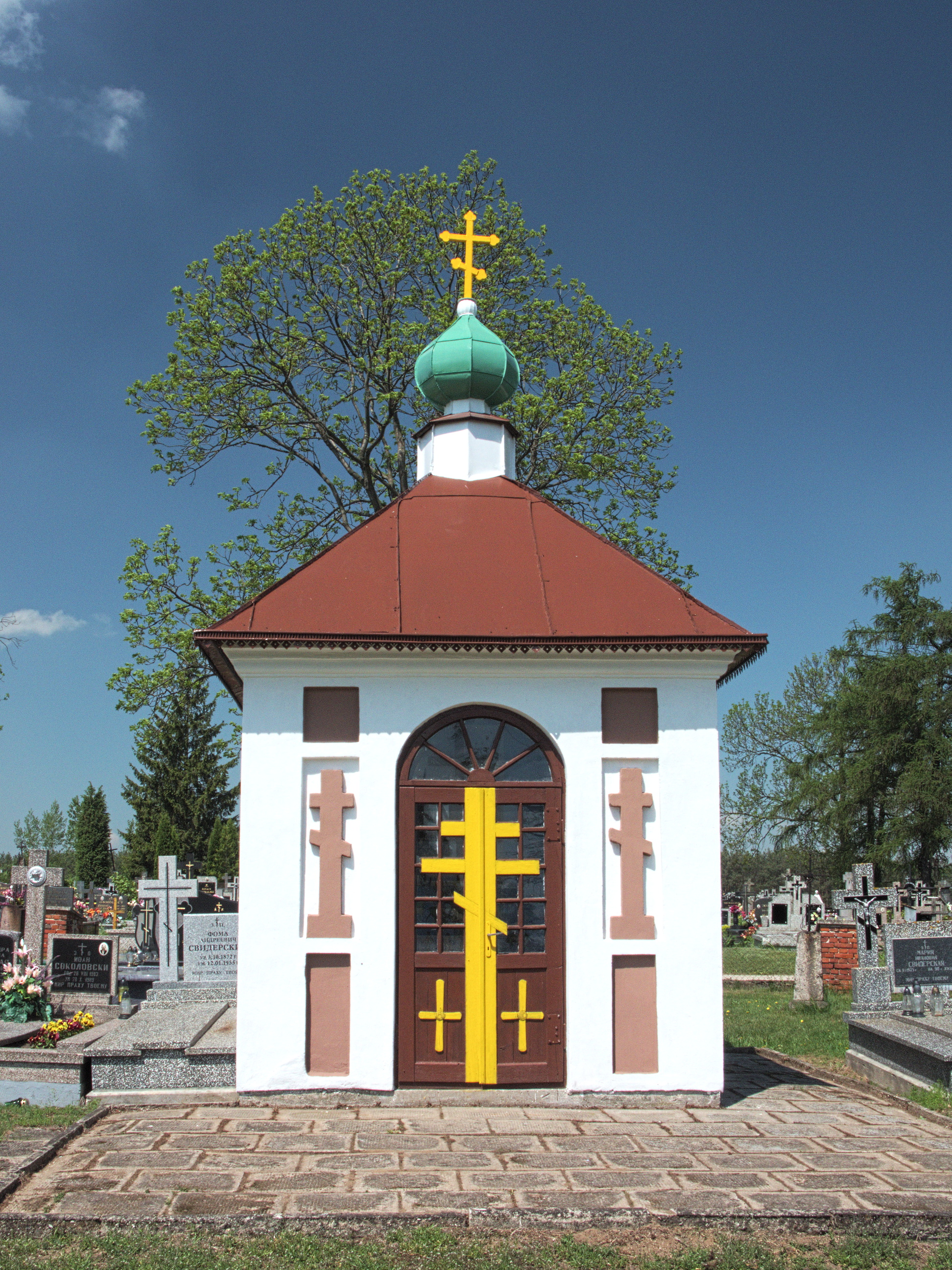
Kapliczka prawosławna na cmentarzu w Boćkach